# Деинтерлейсинг

Кадр с чересстрочностью

Деинтерле́йсинг (англ. Deinterlacing — устранение чересстрочности) — процесс совмещения чётных и нечётных строк чересстрочного формата для создания одного кадра из двух чересстрочных и дальнейшего вывода на экран с прогрессивной развёрткой, такой, как компьютерный монитор. Применяется в компьютерных системах обработки видео, плоскопанельных телевизорах и т. д.
В быту с деинтерлейсингом приходится сталкиваться владельцам видеокамер и ТВ-тюнеров, а также в процессе риппинга.
Европейский вещательный союз, чтобы исключить деинтерлейсинг, рекомендует подготавливать фильмы в разрешении 1080 строк, 50 кадров в секунду (построчное). При конвертации такого видео на любой имеющийся формат телевещания/видеозаписи не потребуется ни увеличение, ни деинтерлейсинг.

## Эффект «гребёнки»

Работа чересстрочной развёртки (замедлено)

Видео чересстрочного формата, применяемое в телевидении, представляет собой последовательность полукадров, каждый из которых несёт только половину визуальной информации (нечётные полукадры состоят только из нечётных строк, чётные — из чётных). Если в каждом кадре совмещать предыдущий полукадр с текущим (например, чётные строки — из текущего полукадра, нечётные — из предыдущего), на движущихся объектах появляется зазубренность: края объектов будут иметь вид «гребёнки». Это возникает вследствие того, что фазы движения фиксируются в двух полукадрах в разные моменты времени, которые потом при совмещении будут иметь несостыковку чётных и нечётных строк. Чтобы избавиться от этого неприятного эффекта, применяются различные математические методы, которые и называются деинтерлейсингом.

## Технологии деинтерлейсинга
- Простейшая технология деинтерлейсинга — смешивание в некоторой пропорции интерполированного текущего полукадра с предыдущим. Такая технология приводит к потерям и временно́го, и пространственного разрешения, а также к «эффекту призрака» (англ. Blend): за быстро движущимся объектом виден полупрозрачный «призрак».
- Если видео получено пересъёмкой киноплёнки с помощью телекинодатчика или конвертацией иного нечересстрочного источника с малой кадровой частотой (до 25 fps в PAL/SECAM, до 30 в NTSC), то, угадав частоту источника и алгоритм конвертации, можно получить практически точную копию исходного видео. Эта операция называется reverse pulldown или inverse telecine (см. телекино)..
- Bob deinterlacing. Если видео снято теле- или видеокамерой (50i), можно разложить чересстрочное видео путём отделения чётных строк от нечётных и получения полноценных 50 кадров (в случае телесистем PAL/SECAM) и 60 (для NTSC). Полученное видео будет сжато по вертикали и потребует растягивания до формата 4:3, что повлечёт потерю разрешения по вертикали, но позволит без потерь кадров оцифровывать записи, сделанные в формате 50i (концерты, телепередачи, а также видео, снятое бытовыми видеокамерами и т. п.)
- Адаптивный деинтерлейсинг — это семейство алгоритмов, которые определяют по последовательности кадров, является изображение статичным или динамичным. Для пикселей, которые неподвижны, полукадры просто объединяются без смешивания. В динамичных картинках полукадры смешиваются вместе. Может также применяться компенсация движения — для движущихся объектов деинтерлейсер пытается заполнить недостающую информацию информацией оттуда, где этот объект находится на предыдущем/следующем кадре. Адаптивные алгоритмы дают лучшую детализацию изображения, но требуют больше вычислений. Кроме того, на компрессированном чересстрочном видео деинтерлейсеры с компенсацией движения склонны к созданию несуществующих деталей.

На иллюстрации показаны развёртки (слева направо): прогрессивная, чересстрочная, чересстрочная со сглаживанием и прогрессивная, полученная устранением чересстрочности методом интерполяции

## Деинтерлейсинг в охранных системах
В системах видеонаблюдения деинтерлейсинг является скорее маркетинговым ходом, чем полезной функцией. Дело в том, что при экспертизе видеозаписи часто приходится исследовать стоп-кадры — например, чтобы считать номер остановившегося автомобиля или получить фоторобот заснятого человека. Поэтому при той же полосе пропускания построчная развёртка низкой частоты предпочтительнее чересстрочной. Если камера всё же даёт чересстрочный поток, запись в чересстрочном формате лучше деинтерлейсинга.